# Ernesto Canto
Ernesto Canto Gudiño (Mexikóváros, 1959. október 18. – 2020. november 20.) olimpiai és világbajnok mexikói atléta, gyalogló. Ő szerezte Mexikó történetének 8. olimpiai aranyérmét.

## Pályafutása
Az 1983-as helsinki világbajnokságon, majd az 1984-es Los Angeles-i olimpián 20 km-es gyaloglásban aranyérmet nyert.

## Egyéni legjobbjai
- 20 km: 1:19:37 –  Xalapa, 1987. április 5.
- 50 km: 3:52:16 –  Prága, 1982. április 12.

## Sikerei, díjai
- Olimpiai játékok – 20 km gyaloglás
  - aranyérmes: 1984, Los Angeles
- Világbajnokság – 20 km gyaloglás
  - aranyérmes: 1983, Helsinki
- Pánamerikai játékok – 20 km gyaloglás
  - aranyérmes: 1983, Caracas